# Station Jambes-Oost
Station Jambes-Oost (Frans: Jambes-Est) is een spoorwegstation langs spoorlijn 162 in Jambes, een deelgemeente van de stad Namen. Het is nu een stopplaats.
Het station stond oorspronkelijk bekend als Jambes-État, omdat het op de door de Staatsspoorwegen geëxploiteerde lijn was gelegen, in tegenstelling met het op de lijn van de Nord-Belge gelegen Jambes-Nord. Deze benaming bleef nog tot in 1991 in gebruik, lange tijd nadat het hele net werd uitgebaat door de NMBS. Het stationsnaambeleid van de NMBS op het einde van de twintigste eeuw heeft echter de historische referentie naar de oude maatschappijen uitgewist.

## Treindienst
| Serie       | Treinsoort          | Route | Bijzonderheden                 |
| ----------- | ------------------- | --- | ------------------------------ |
| L 5750      | L-trein (NMBS)      | Namen – Jambes-Oost – Sart-Bernard – Ciney                                                                                          | Rijdt in het weekend 1x/2 uur. |
| P 7670/8670 | Piekuurtrein (NMBS) | [ Namen – Jambes-Oost – Sart-Bernard ] / [ Rochefort-Jemelle – [ Libramont ] / [ Rivage – Luik-Guillemins – Luik-Sint-Lambertus ] ] | Rijdt alleen op werkdagen.     |

## Galerij

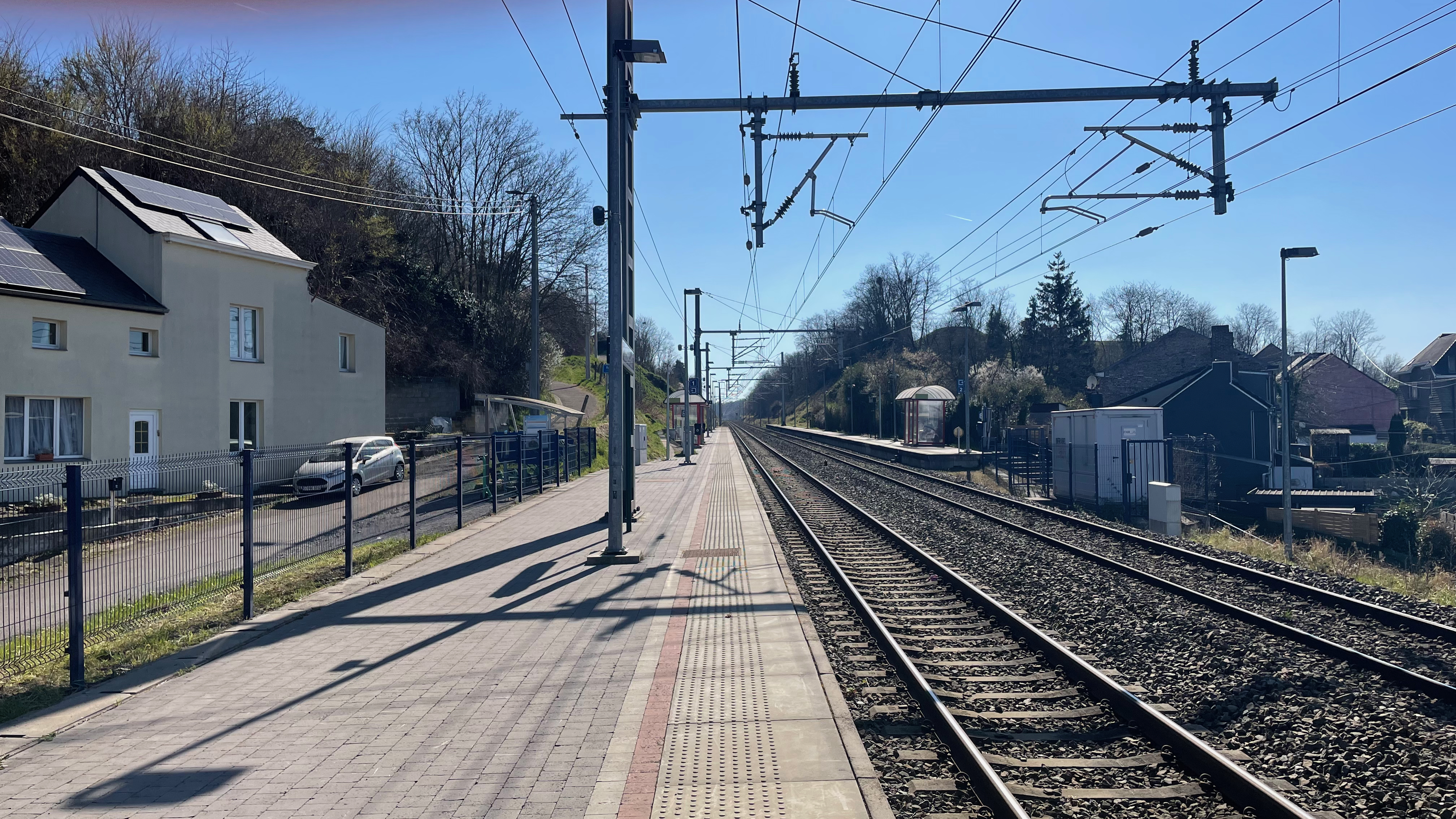
Zicht op het perron
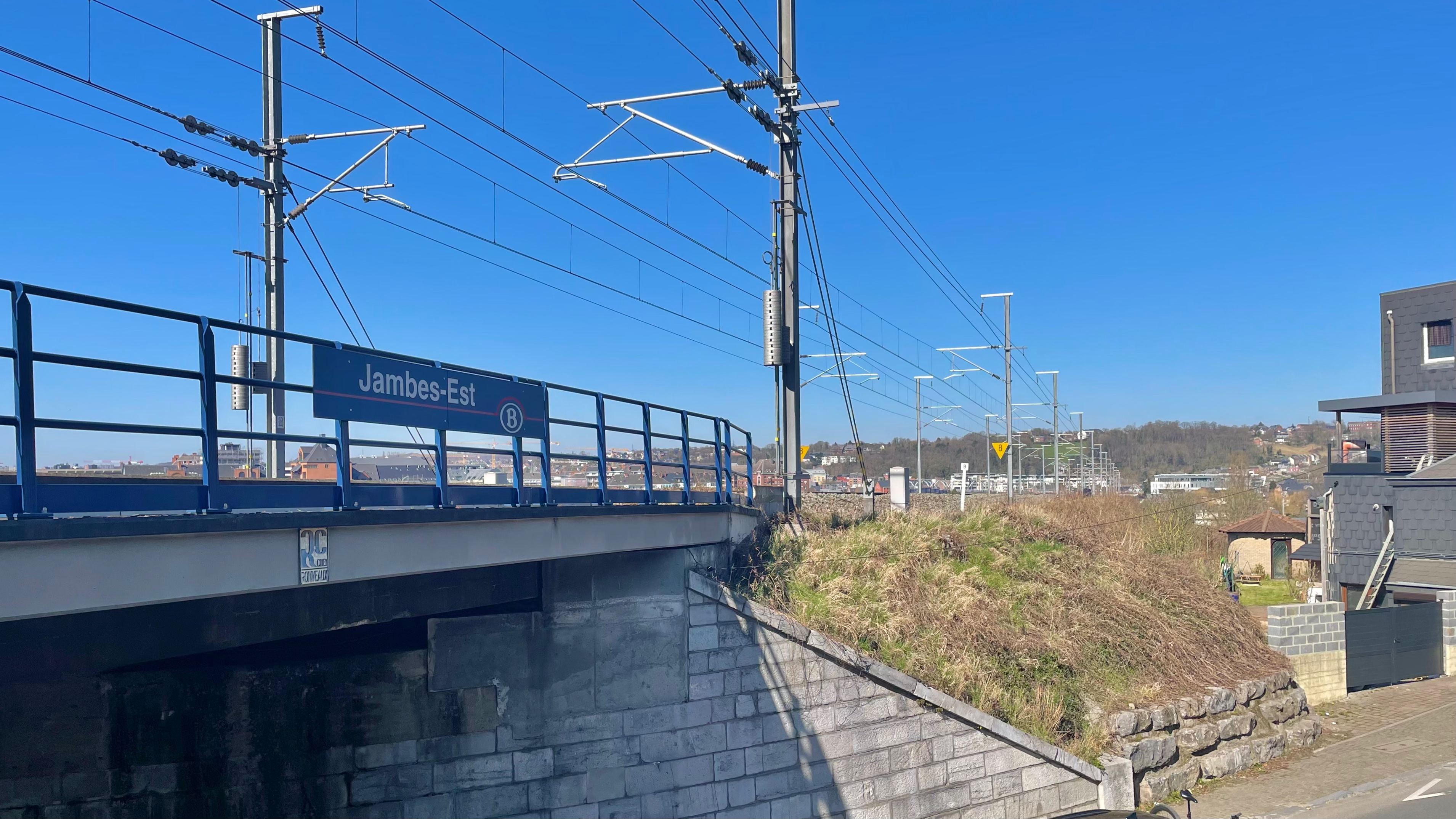
Spoorbrug
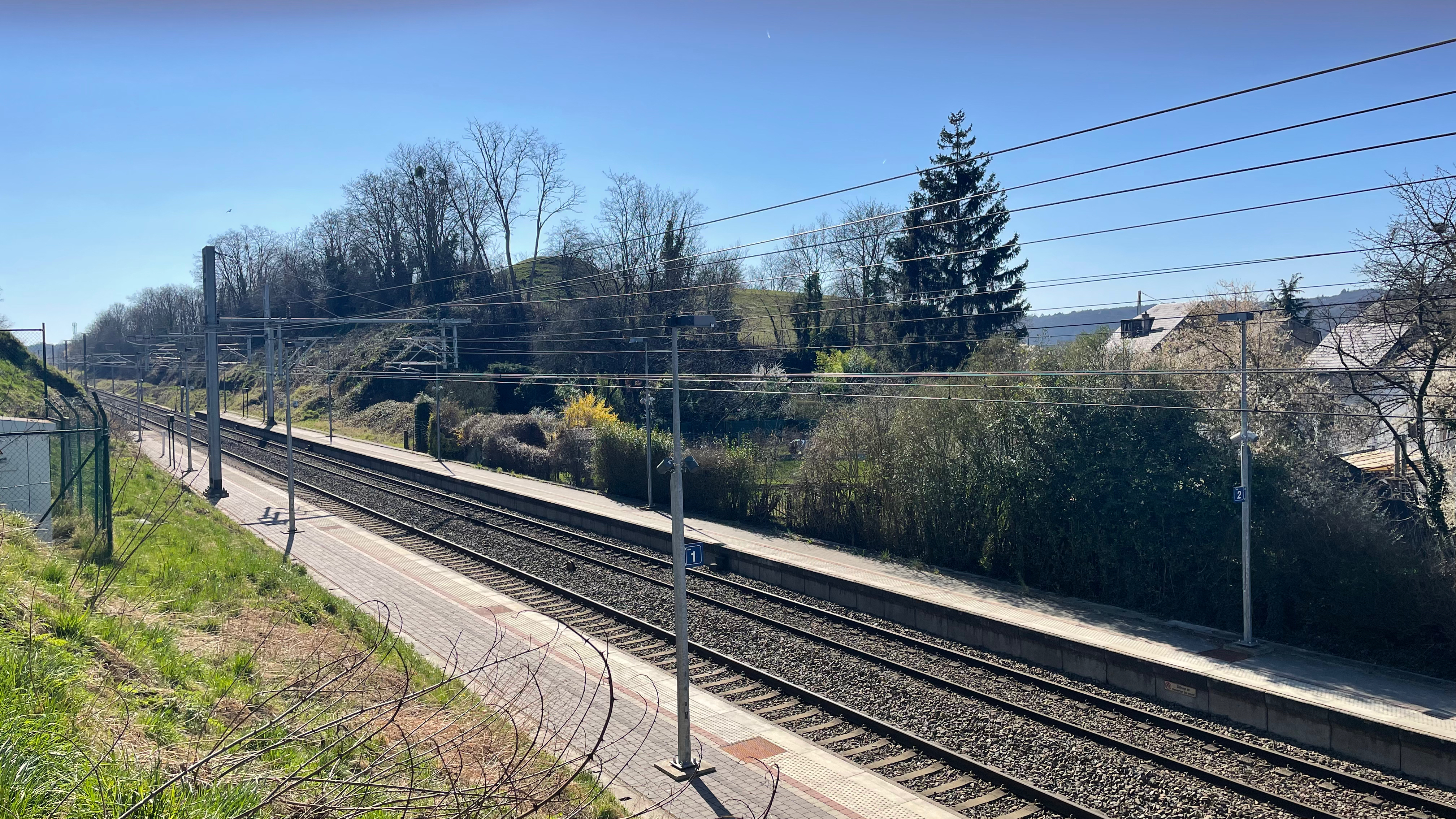
Zicht op het station

## Reizigerstellingen
De grafiek en tabel geven het gemiddeld aantal instappende reizigers weer op een week-, zater- en zondag.
| Tabel: aantal instappende reizigers station Jambes-Est | Tabel: aantal instappende reizigers station Jambes-Est | Tabel: aantal instappende reizigers station Jambes-Est | Tabel: aantal instappende reizigers station Jambes-Est |
|                                                        | Weekdag                                                | Zaterdag                                               | Zondag                                                 |
| ------------------------------------------------------ | ------------------------------------------------------ | ------------------------------------------------------ | ------------------------------------------------------ |
| 1977                                                   | 184                                                    | 29                                                     | 27                                                     |
| 1978                                                   | 265                                                    | 27                                                     | 27                                                     |
| 1979                                                   | 162                                                    | 23                                                     | 78                                                     |
| 1980                                                   | 149                                                    | 44                                                     | 42                                                     |
| 1981                                                   | 152                                                    | 29                                                     | 40                                                     |
| 1982                                                   | 149                                                    | 43                                                     | 31                                                     |
| 1983                                                   | 151                                                    | 32                                                     | 13                                                     |
| 1984                                                   | 159                                                    | 26                                                     | 27                                                     |
| 1985                                                   | 161                                                    | 37                                                     | 13                                                     |
| 1986                                                   | 185                                                    | 43                                                     | 29                                                     |
| 1987                                                   | 171                                                    | 26                                                     | 24                                                     |
| 1988                                                   | 179                                                    | 26                                                     | 16                                                     |
| 1989                                                   | 125                                                    | 38                                                     | 14                                                     |
| 1990                                                   | 136                                                    | 37                                                     | 31                                                     |
| 1991                                                   | 120                                                    | 26                                                     | 24                                                     |
| 1992                                                   | 129                                                    | 30                                                     | 29                                                     |
| 1993                                                   | 123                                                    | 37                                                     | 25                                                     |
| 1994                                                   | 122                                                    | 30                                                     | 8                                                      |
| 1995                                                   | 116                                                    | 41                                                     | 15                                                     |
| 1996                                                   | 96                                                     | 26                                                     | 11                                                     |
| 1997                                                   | 121                                                    | 20                                                     | 17                                                     |
| 1998                                                   | 107                                                    | 15                                                     | 16                                                     |
| 1999                                                   | 101                                                    | 15                                                     | 5                                                      |
| 2000                                                   | 108                                                    | 13                                                     | 10                                                     |
| 2001                                                   | 139                                                    | 24                                                     | 8                                                      |
| 2002                                                   | 120                                                    | 20                                                     | 11                                                     |
| 2003                                                   | 120                                                    | 44                                                     | 10                                                     |
| 2004                                                   | 134                                                    | 20                                                     | 10                                                     |
| 2005                                                   | 112                                                    | 30                                                     | 7                                                      |
| 2006                                                   | 122                                                    | 28                                                     | 14                                                     |
| 2007                                                   | 170                                                    | 12                                                     | 10                                                     |
| 2008                                                   | -                                                      | -                                                      | -                                                      |
| 2009                                                   | 183                                                    | 12                                                     | 12                                                     |
| 2010                                                   | -                                                      | -                                                      | -                                                      |
| 2011                                                   | -                                                      | -                                                      | -                                                      |
| 2012                                                   | 117                                                    | 44                                                     | 10                                                     |
| 2013                                                   | 120                                                    | 36                                                     | 13                                                     |
| 2014                                                   | 163                                                    | 37                                                     | 34                                                     |
| 2015                                                   | 83                                                     | 12                                                     | 18                                                     |
| 2016                                                   | 78                                                     | 18                                                     | 11                                                     |
| 2017                                                   | 135                                                    | 21                                                     | 11                                                     |
| 2018                                                   | 117                                                    | 14                                                     | 8                                                      |
| 2019                                                   | 129                                                    | 44                                                     | 23                                                     |
| 2020                                                   | 153                                                    | 25                                                     | 13                                                     |
| 2021                                                   | -                                                      | -                                                      | -                                                      |
| 2022                                                   | 241                                                    | 57                                                     | 35                                                     |
| 2023                                                   | 238                                                    | 63                                                     | 51                                                     |
| 2024                                                   | 212                                                    | 45                                                     | 32                                                     |

Beez ·
Dave-Nord ·
Dave-Saint-Martin ·
Faubourg-Saint-Nicolas ·
Flawinne ·
Jambes ·
Jambes-Est ·
Marche-les-Dames ·
Namen ·
Naninne ·
Ronet ·
Velaine
0,0: Namen ·
2,1: Jambes-Oost ·
5,0: Dave-Saint-Martin ·
7,8: Naninne ·
10,9: Sart-Bernard ·
14,0: Courrière ·
16,7: Assesse ·
18,3: Florée ·
20,5: Natoye ·
26,4: Braibant ·
29,0: Ciney ·
32,0: Leignon ·
32,9: Chapois ·
39,1: Haversin ·
45,8: Hogne ·
48,9: Aye ·
51,2: Marloie ·
57,6: Rochefort-Jemelle ·
60,0: Forrières ·
62,8: Lesterny ·
65,9: Grupont ·
72,1: Mirwart ·
76,2: Poix-Saint-Hubert ·
80,0: Hatrival ·
89,7: Libramont ·
94,8: Verlaine ·
98,5: Neufchâteau ·
100,4: Hamipré ·
105,0: Cousteumont ·
107,1: Lavaux ·
111,1: Mellier ·
114,8: Marbehan ·
115,9: Rulles ·
118,5: Houdemont ·
121,6: Habay ·
125,8: Hachy ·
128,0: Fouches ·
132,7: Stockem ·
134,0: Viville ·
135,8: Aarlen ·
137,6: Weyler ·
140,3: Autelbas ·
142,6: Barnich ·
145,5: Sterpenich